# Сепата (Долж)
Сепата (рум. Săpata) — село у повіті Долж в Румунії. Входить до складу комуни Мечешу-де-Жос.
Село розташоване на відстані 203 км на захід від Бухареста, 50 км на південь від Крайови.

## Населення
За даними перепису населення 2002 року у селі проживали 449 осіб, усі — румуни. Усі жителі села рідною мовою назвали румунську.